# Les Grandes-Armoises
Les Grandes-Armoises is een gemeente in het Franse departement Ardennes in de regio Grand Est en telt 50 inwoners (2009). De plaats maakt deel uit van het arrondissement Vouziers.

## Geschiedenis
Les Grandes-Armoises maakte deel uit van het kanton Le Chesne tot dit op 22 maart 2015 werd opgeheven en de gemeenten werden opgenomen in het kanton Vouziers.

## Geografie
De oppervlakte van Les Grandes-Armoises bedraagt 4,5 km², de bevolkingsdichtheid is dus 11,1 inwoners per km².

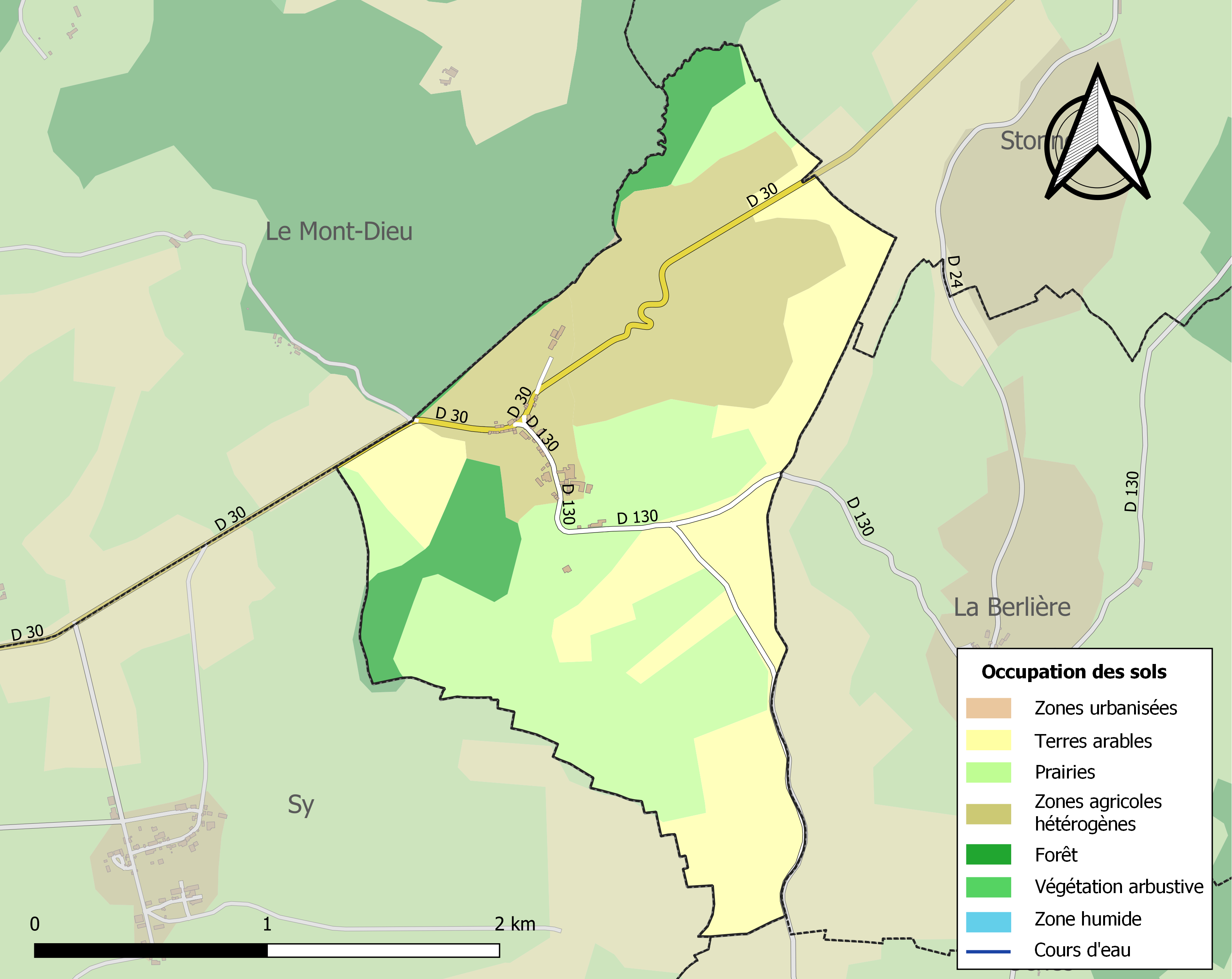
Kaart van de gemeente met de belangrijkste infrastructuur, bodemgebruik en omliggende gemeenten

## Demografie
Onderstaande figuur toont het verloop van het inwonertal (bron: INSEE-tellingen).

Vanwege een beveiligingsprobleem met de MediaWiki Graph-software is het momenteel niet mogelijk deze grafiek weer te geven. Zodra de software is bijgewerkt zal de grafiek vanzelf weer zichtbaar worden.